# Salomon Olembé
René Salomon Olembé Olembé (* 8. Dezember 1980 in Yaoundé) ist ein ehemaliger kamerunischer Fußballspieler. Olembé, der auf links variabel einsetzbar ist, besitzt sowohl die kamerunische als auch französische Staatsangehörigkeit. Er verbrachte die meiste Zeit seiner Karriere in der französischen Ligue 1 und stand zuletzt in Griechenland bei AE Larisa unter Vertrag.

## Karriere

### Verein
Olembés Karriere begann 1994, als damals 14-Jähriger, in seinem Heimatland bei Diamant Yaoundé. Dort spielte er jedoch nur ein Jahr, ehe europäische Teams auf ihn aufmerksam wurden. Schließlich entschied er sich im Sommer 1995 beim französischen Traditionsklub FC Nantes zu unterschreiben. Dort durchlief er zuerst die Jugendabteilungen, ehe er 1997 seinen ersten Einsatz in der Ligue 1 hatte. Während der Saison 1997/98 absolvierte er noch acht weitere Spiele.
In den folgenden Jahren entwickelte er sich zu einer Stütze in der Mannschaft. Seine größten Erfolge konnte er beim Pokalsieg 1999 und 2000 feiern sowie bei der Französischen Meisterschaft 2001. Erst als er in der Spielzeit 2001/02 nur noch 13 mal für Nantes auflief, entschied er sich zu einem Wechsel (Insgesamt 103 Spiele, 7 Tore).
Im Sommer 2002 wechselte er für die Ablösesumme von zwei Millionen Euro zu Olympique Marseille. Im ersten Jahr lieferte er nur 8 Spiele ab und enttäuschte. Doch bereits in der Folgesaison konnte er sich durchsetzen lief 27 mal für die Südfranzosen auf. Trotzdem ließ ihn der Klub ziehen und lieh ihn für ein Jahr nach England zu Leeds United aus (12 Spiele). Nach seiner Rückkehr nach Marseille konnte er während der Saison 2004/05 zwar keinen Stammplatz erkämpfen, bestritt aber regelmäßig Spiele. Obwohl die darauf folgende Spielzeit bereits ein paar Spieltage alt war, entschied sich der Klub wiederum den Verteidiger zu verleihen. Diesmal bekam Al-Rayyan Sport-Club aus Katar den Zuschlag für den kamerunischen Nationalspieler. Dort konnte er drei Tore in 14 Spielen erzielen. Nach einer durchwachsenen Saison 2005/2006 kehrte er im Sommer 2006 wieder nach Marseille zurück. Nach einem weiteren Jahr mit nur wenig Einsätzen wechselte er im Sommer 2008 zum türkischen Süper Lig Kayserispor. 2010 beendete er seine Karriere, nachdem er bei seinem Club AE Larisa ohne Einsatz blieb.

### Nationalmannschaft
Olembé war von 2000 bis 2006 Nationalspieler Kameruns. Er war im Kader der WM 1998 in Frankreich sowie der WM 2002 in Japan und Südkorea. 2001 nahm er auch am Confederations Cup teil. Außerdem war er Teilnehmer bei den Afrika-Meisterschaften 2002 in Mali und 2004 in Tunesien, wobei er 2002 das Finale mit Kamerun gewann.
Im Laufe seiner Karriere absolvierte er 65 Spiele für die Farben seines Landes und konnte dabei fünf Tore erzielen.

## Titel
- Französischer Pokalsieger mit dem FC Nantes: 1999, 2000
- Französischer Meister mit dem FC Nantes: 2001
- Afrikameister mit Kamerun: 2002
- Torschützenkönig bei der Afrikameisterschaft: 2002
- Französischer Vize-Pokalsieger mit Olympique Marseille: 2007
- Französischer Vize-Meister mit Olympique Marseille: 2007